# Schöner Gigolo, armer Gigolo (Lied)
Schöner Gigolo, armer Gigolo (auch Der arme Leutnant) ist ein populärer Schlager, der 1928 von dem italienischen Komponisten Leonello Casucci auf einen 1924 vom österreichischen Librettisten und Schlagertexter Julius Brammer verfassten Text komponiert und 1929 im Wiener Boheme Verlag (Wien, Berlin) veröffentlicht wurde. Als Just a Gigolo wurde er in der englischen Fassung von Irving Caesar ein angloamerikanischer Popstandard und etablierte sich auch als Jazzstandard.

## Das deutsche Lied
1924 schrieb Brammer im Berliner Hotel Adlon einen Text, der den sozialen Zusammenbruch der K.u.k. Monarchie nach dem Ersten Weltkrieg an einem Beispiel fasste: An der kläglichen Lage eines ehemals feschen Husarenoffiziers, der sich nicht mehr in seiner prächtigen goldverschnürten Uniform bewegte, und dem – „Uniform passé, Liebchen sagt adieu“ – nun „nichts geblieben“ ist und der als Gigolo bzw. Eintänzer tätig sein musste. Vorbild soll Leopold Wölfling gewesen sein, der als habsburgischer Erzherzog geboren wurde und später Eintänzer im Hotel Adlon war. Passend dazu komponierte Casucci einen Tango mit einem 16-taktigen Refrain.
Die erste Einspielung stammt vom Orchester Dajos Béla für Odeon mit Sänger Kurt Mühlhardt (22. August 1929); eine weitere Aufnahme des Orchesters entstand am 24. Oktober 1929 mit Alfred Strauß, bevor am 5. November 1929 Richard Tauber dieses Lied mit dem Orchester Dajos Béla (wiederum für Odeon) einspielte. Eine weitere Interpretation stammt von Otto Fassel mit dem Orchester Bernard Etté (für Kristall); 1930 folgten die Weintraubs Syncopators. Das Lied wurde auch im politischen Kabarett gesungen; die Agitprop-Gruppe Rote Raketen verwendete es, um die SPD als „armen Gigolo“ zu beklagen, der zur Musik von Krupp zu tanzen habe.

## Internationale Fassungen
Sehr rasch folgten Version in anderen Ländern Europas: Daniele Serra sang bereits 1929 eine italienische Fassung, die von Enrico Frati (1889–1971) getextet wurde; 1930 folgte Sirio Di Piramo mit seinem Orchester. Eine tschechische Version entstand mit dem Orchester von Fred Bird. In Frankreich schrieb André Mauprey gleich zwei Texte; der eine wurde als C'est mon gigolo von Berthe Sylva und dann auch von Irène Bordoni (1932 in Nordamerika) gesungen, der andere (an dem Jean Lenoir mitschrieb) unter dem gleichen Titel von Damia.
Der Erfolg des Songs veranlasste Francis Chappell, die Rechte für die angloamerikanische Welt zu erwerben; er beauftragte den damals erfolgreichen Irving Caesar, eine englische Fassung zu schreiben. Caesar orientierte sich am Original, strich aber die österreichischen Bezüge. Da es kaum möglich war, in den USA Mitleid mit einem Offizier einer feindlichen Armee zu erzeugen, ging es nun um das Schicksal eines französischen Kriegshelden, der sich als Gigolo durchschlagen muss: „If You admire me, hire me“. Die erste englische Interpretation nahm Louis Armstrong (1930) auf. Eine weitere Version von Just a Gigolo war 1931 der erste große Hit von Bing Crosby; auch Leo Reisman war im gleichen Jahr erfolgreich. Zahlreiche Künstler haben den Song in der Folge interpretiert.:

## Fassung von Louis Prima
Überlebt hat das Lied in einem Arrangement, in dem der Tango nur kurz angedeutet wird, und das zum moderneren Tanzrhythmus eines rockorientierten Swing übergeht. Just a Gigolo wurde 1945 und noch einmal, erfolgreicher, 1956 von Louis Prima eingespielt, wobei Prima aus dem Titel nach etwa einer Minute in einen anderen Song, I Ain't Got Nobody (von Roger Graham und Spencer Williams, 1915) überging. Die Verschmelzung der beiden Songs gelang Prima so nahtlos, „als wäre das zweite Stück der dazugehörige Groove-Refrain“. Dieses Medley wurde dann zu Primas Erkennungsmelodie. Allerdings geht es hier nur noch um „die Einsamkeit des Tänzers (oder der Tänzerin) der Wirtschaftswunderzeit, der historische Hintergrund fällt ganz weg […] Gigolo hat hier wohl keine andere Bedeutung als die der unerwiderten Liebe“. Die Aufnahmesitzung fand im April 1956 in den Capitol Tower Studios, Los Angeles, statt. Prima wurde von Sam Butera & the Witnesses begleitet, mit denen er auch in Las Vegas auftrat.
Village People griffen 1978 sein Medley wieder auf. 1985 knüpfte auch David Lee Roth mit seinem Cover erfolgreich an die Version von Prima an.

## Jazzstandard
Harry James und Coleman Hawkins legten Swing-Interpretationen von Just a Gigolo vor; Rod Mason, Wild Bill Davison und das Pasadena Roof Orchestra veröffentlichten traditionellere Versionen. Art Tatum hatte den Song in den 1940er Jahren als Solo-Nummer im Programm; er ermunterte weitere Pianisten, das Stück zu interpretieren. Thelonious Monk nahm das Stück erstmals 1954 auf; er setzte es auch danach immer wieder als unbegleitetes Capriccio ein: Dabei spielte er das Thema des Refrains rubato, „machte dabei die wiederholten Achtelnoten zur motivischen Grundidee, unterfüttert mit ein paar Dissonanzen, und sprang dann in ein anderes Stück.“ Er regte damit Ran Blake, Jessica Williams, Joachim Kühn und Irene Schweizer zu eigenen Versionen an. Weitere Pianisten wie Bud Powell, Oscar Peterson, Erroll Garner oder Benny Green beschäftigten sich mit Just a Gigolo. Die Sängerinnen Sarah Vaughan (1957) und Carmen McRae (1963) versuchten, den Song in den Modern Jazz zu überführen.

## Auswirkungen auf den Film
Schöner Gigolo, armer Gigolo hat drei Filme inspiriert, in denen es zentrale Referenz ist: Bereits 1930 entstand in der Regie von Emmerich Hanus in Deutschland der Film Der schöne arme Tanzleutnant; im Folgejahr drehte Jack Conway in den USA Just a Gigolo. 1979 entstand der Film Schöner Gigolo, armer Gigolo von David Hemmings, in dem Marlene Dietrich den Titelsong – den sie hasste – interpretierte.
In dem Film Kuhle Wampe oder: Wem gehört die Welt? (1932) setzten Slatan Dudow und Bert Brecht dieses Lied ein, um sich selbst entfremdete Teile der Arbeiterklasse zu charakterisieren; der Schlager „ertönt als sarkastischer Kommentar zur Verlobungsszene“. Auch in einem Betty-Boop-Cartoon von 1932 wird das Lied verwendet (dort auf Französisch und Englisch von Irène Bordoni vorgetragen). Der Song kommt aber auch in weiteren Filmen vor, etwa in Der bewegte Mann von Sönke Wortmann in einer Interpretation von Max Raabe und einer amerikanischen Fernsehserie aus dem Jahr 1993. Im Film Indiana Jones und der letzte Kreuzzug läuft das Lied im Hintergrund des Gesprächs zwischen Indiana Jones und seinem Vater im Zeppelin.

## Weitere Textfassungen
Nach diesem Lied gibt es ein Couplet über den Berliner Bürgermeister Gustav Böß (1873–1946) und den Sklarek-Skandal:
Bürgermeister Böß, Bürgermeister Böß,
denke nicht mehr an die Zeiten,
als Du warst im Amt,
gingst in Seid' und Samt,
konntest Deutschlands Zukunft leiten,
Stellung ging passé, Sklarek sagt adé,
schöner Nerz, du liegst in Fransen,
und da kriegst Du noch zum Lohn
eine klotzige Pension,
nun geh und lass das Streiten.

## Tondokumente
1. Deutschland
- YouTube Schöner Gigolo / Orchester Bernard Etté, Refraingesang Otto Fassel. Kristall-Electro Nr.6017 B (C 305) - 1929
- YouTube Schöner Gigolo! / Dajos Béla Tango-Orchester mit Refraingesang [= Alfred Strauss]. Odeon O-11 086 (Be 8737-2), aufgen. 24. Oktober 1929
- YouTube Schöner Gigolo! Tango / Richard Tauber mit Künstler-Orchester Dajos Béla. Odeon O-4952 (Be 8726-2), aufgen. 5. November 1929
- YouTube Schöner Gigolo / Marek Weber und sein Orchester. Electrola E.G. 1523 (27-40104) [mit Gesang: Marcel Wittrisch]

2. Österreich
- YouTube Fritz Imhoff auf Polydor 22 676 (Matr. 1715 BD)
- YouTube Hans Grünhut mit Jazz-Orch. Charly Gaudriot, auf Odeon A 186.035 (Matr. Ve 1416)

3. Czechoslowakei
- YouTube "Smutný Gigolo" (Hudba Leonello Casucci. Slova Ruda Jurist) Zpivá duetto s dopr. Homokord Jazzorkestru. Homocord Obj. čis. 25 925 (Matr. H-69038)

4. Polen
- YouTube “Piękny Gigolo” (muz. L.Casucci, sl. A.Allen) spiewa Tadeusz Faliszewski, Art. Teatrów Warszawskich. Syrena Electro 3453 (Matr. 20 774)